# アンドレ・リゴー

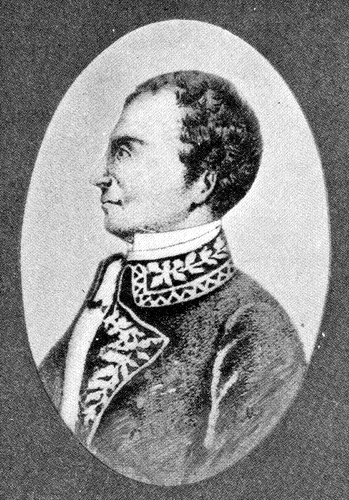
アンドレ・リゴー

アンドレ・リゴー (André Rigaud, 1761年 - 1811年) は、ハイチ革命時のムラート軍の指導者。彼の庇護下からアレクサンドル・ペションやジャン・ピエール・ボワイエらが出た。
リゴーはオカイでフランス人執行吏と黒人の母アラダの子として生まれ、ボルドーに渡り貴金属加工を身に付けた。1779年にはデスタン将軍が率いたアメリカ独立戦争へのサン＝ドマングの自由有色人種の義勇軍に参加した。

## ハイチ革命
ハイチ革命時のサン＝ドマングにおいて自由有色人種の利益の擁護者としてヴァンサン・オジェとジュリアン・レイモンの後継者となり、フランス人権宣言をすべての自由市民の権利の平等を保障するものと訳し、フランス革命政府と手を結んだ。
リゴーの軍は1790年代半ばに結成され、南部と西部で勢力を保った。そして1793年に奴隷制の廃止を宣言したフランス革命政府委員のエチエンヌ・ポルヴァレから統治権を認められた。彼の権力の源は元奴隷を信用しない有色人種農場主たちへのその影響力であったが、彼の軍には黒人や白人も参加していた。南部と西部において1793年から1798年にかけて、リゴーはイギリス軍の侵攻を破りプランテーション経済を再建する上で重要な役割を果たした。アンドレ・リゴーは北部の元奴隷たちの黒人軍の司令官トゥーサン・ルヴェルチュールをその指導力とフランス革命軍の階級において尊敬はしていたが、1799年6月にいわゆるナイフ戦争で叛旗を翻し、勢力圏を奪われた。フランス革命政府から統治者として派遣されていたエドゥヴィル伯はリゴーがトゥーサンと対立するように支援していた。1800年リゴーらはフランスに亡命した。

## ルクレールと死
リゴーは1802年トゥーサンの排除とサン＝ドマング再植民地化を図ったナポレオンの義弟のシャルル・ルクレール率いるフランス遠征軍と共にサン＝ドマングに戻った。フランス第一共和政下で1794年に奴隷制が廃止されて、サトウキビとコーヒーのプランテーションで利益を上げていた植民地システムが崩壊した。ルクレールの遠征は奴隷制の再建を企てたものであった。3年に亘る戦争の末ハイチ共和国軍はサン＝ドマングをタイノ語のハイチに戻し独立を果たした。リゴーは遠征の失敗の責任を負わされ、ライバルのトゥーサンと共にフランスへ送られ、トゥーサンが亡くなったと同じジュー要塞に一時収監された。リゴーは最後の反乱として船上でそのサーベルを海へ投げ捨てた。
1810年12月リゴーはペションにもクリストフにも反した南県を領域とする半島国の大統領に自ら就任し3度目の帰還を果たした。死後半島国はペションに回復された。

## 脚註
1. ↑  “The Haitian Revolution of 1791-1803”. 2006年11月27日閲覧。
2. ↑  Rogozinski, Jan (1999). A Brief History of the Caribbean (Revised ed.). New York: Facts on File Inc.. pp. pp 170–173. ISBN 0-8160-3811-2
3. ↑  “The Haitian Revolution”. 2006年11月27日閲覧。